# フサシダ科
フサシダ科 Schizaeaceae は、シダ植物の分類群の一つ。シダ類としては特殊な形のものを含むが、その外形は属ごとに大きく異なり、共通する特徴はあまりない。

## 特徴
フサシダ科には現在では4属が含まれる。その共通する特徴は胞子嚢にある。一般のシダ植物では、胞子嚢の壁を縦に一周するように環帯という壁の厚くなった細胞の列があり、この部分がバネのように働いて胞子を散布する。しかしこの類では環帯が胞子嚢の先端部にあり、横向きに一周する。環帯が横巻きになるものとしては他にウラジロ科もあるが、これは中央を横巻きにしており、はっきりと異なる。その点でこの群と似たものは他にない。
また普通のシダ類では胞子嚢は複数がまとまって生じ、胞子嚢群を形成するが、この類では胞子嚢は一個ずつ偽胞膜に覆われ、葉脈に1つずつ生じる。つまり胞子嚢群は形成しない。また胞子嚢は他の群のそれより大きくて、全ての胞子嚢が同時に熟する（これを斉熟と言い、これも原始的特徴とされる）。
それ以外の外見的特徴には属による違いが大きい。あえて言えば短い根茎があって葉が地上に出ること、葉の基部に関節がないことくらいである。それぞれについては分類の項に簡単に説明する。詳しくは各属の項を参照されたい。
類似の化石は古生代石炭紀にまで遡ることができ、現生のシダ植物の中ではウラジロ科やゼンマイ科と並んで起源の古いものとされる。

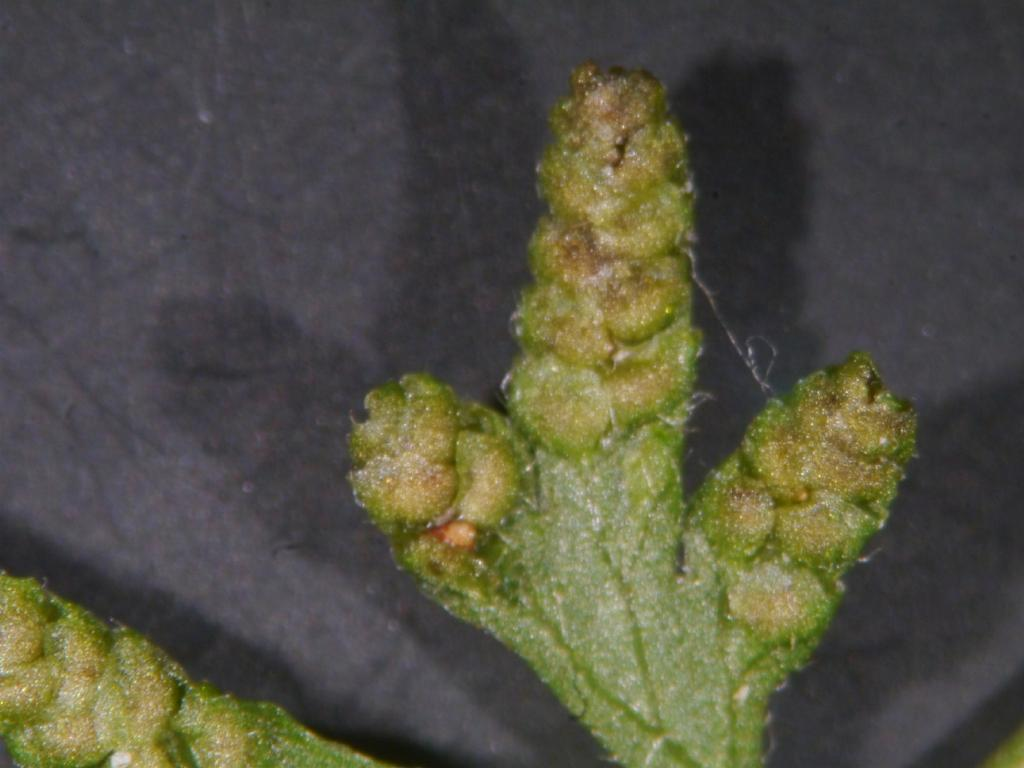
カニクサ・胞子葉部の拡大
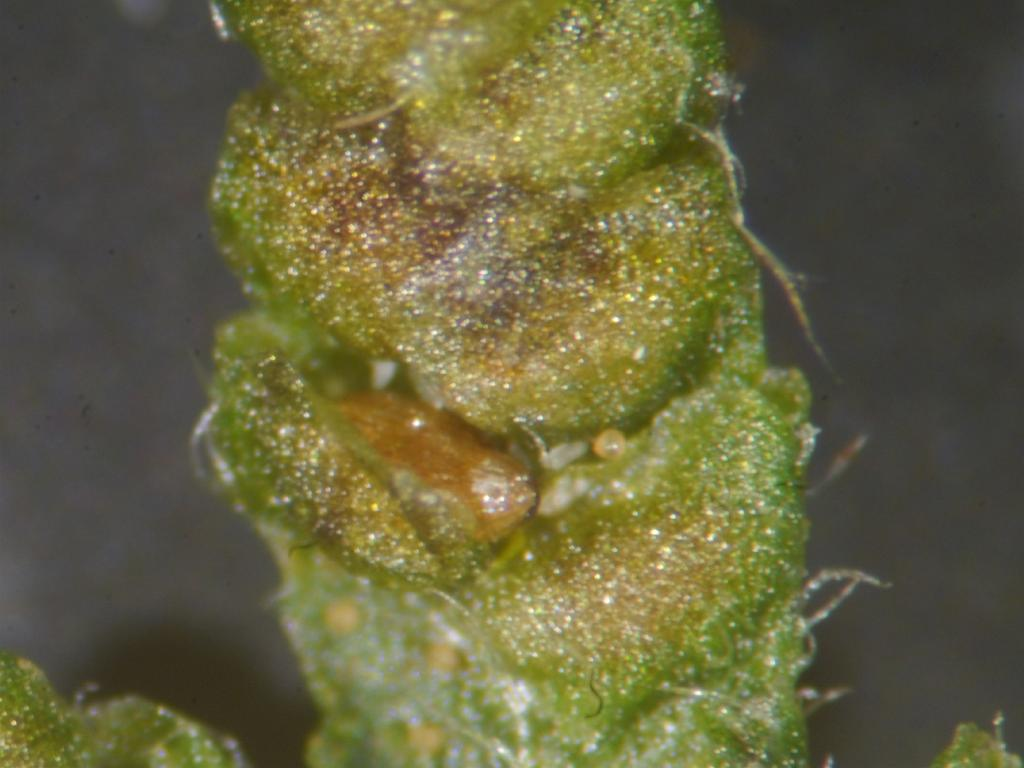
偽包膜の下から胞子嚢が見える」
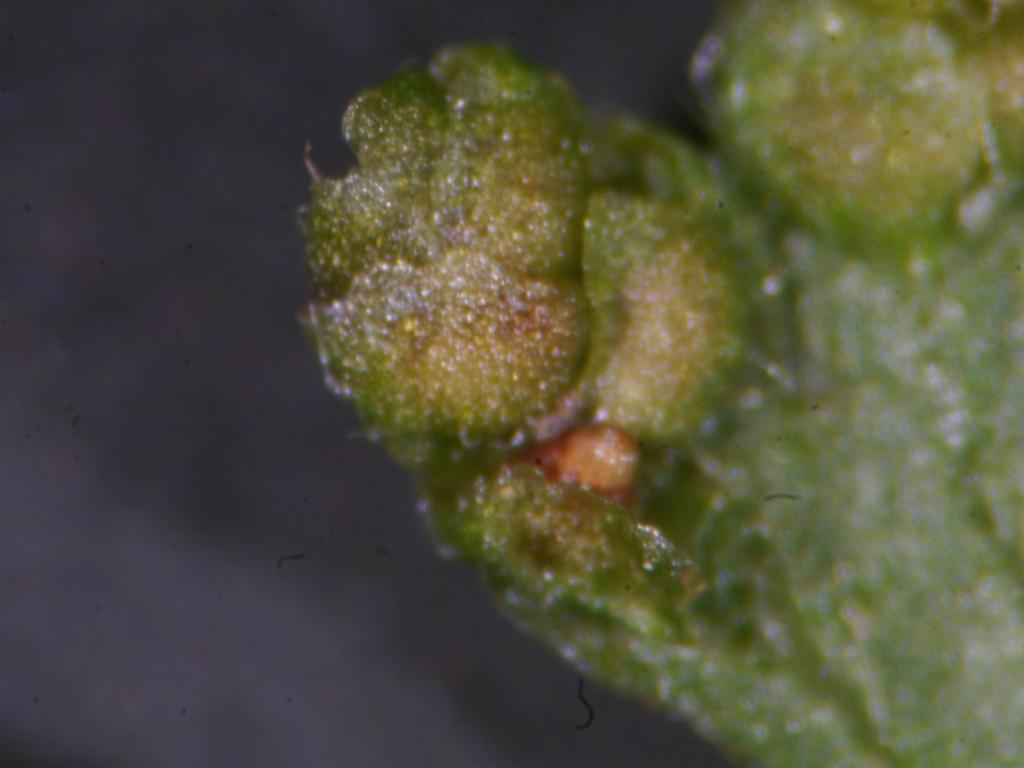
偽包膜の下には胞子嚢一つだけ
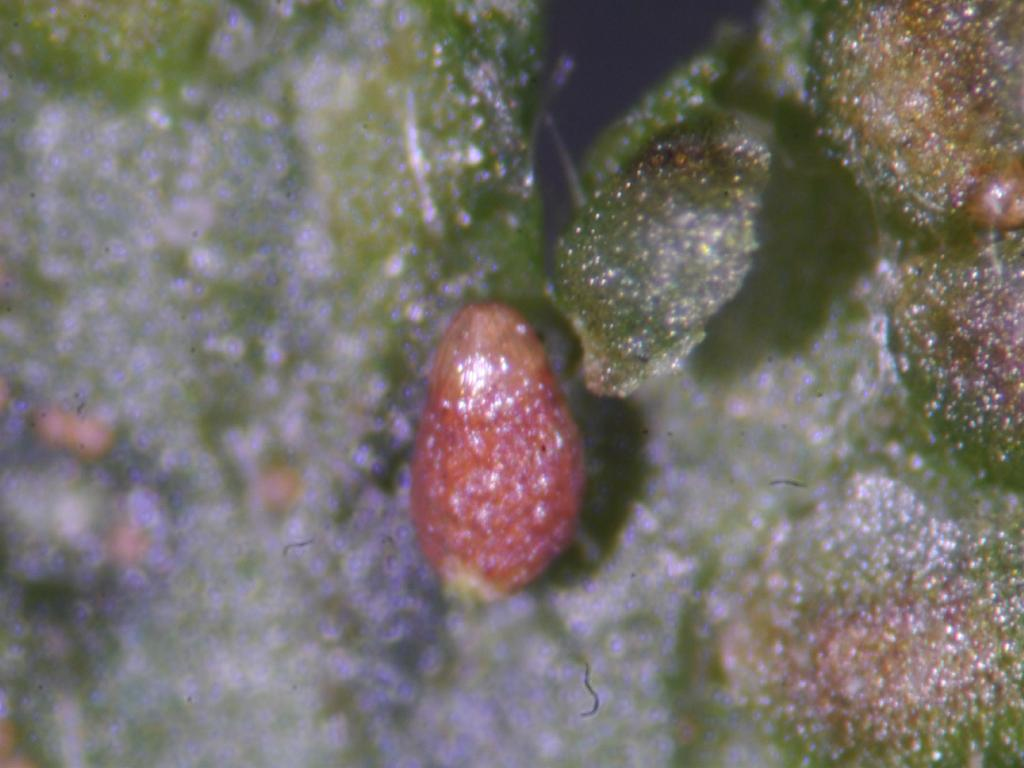
胞子嚢を取り出したところ 上の細いところが環帯

## 分類
この群は胞子嚢のはっきりした特徴でよく纏まった群を成し、遺伝子の情報からもこれを支持する結果が出ている。ただし、各群は栄養器官の構造であまりにはっきりと区別できるため、これらを独立した科として扱う説もあり、また属をさらに細分する説もある。いずれにせよ、縁性シダ類の中でもっとも原始的なもの（薄嚢シダ中で、とも）と考えられる。
4属170種ほどが知られ、日本からは2属4種が知られている。フサシダ属は一見ではシダに見えない形、カニクサ属はシダでは珍しい蔓植物である。。
- フサシダ属 Schizaea；葉は直立する柄の先端が房状に二叉分枝したもので、葉身は発達しない。世界の熱帯・亜熱帯に約30種。日本にはカンザシワラビとフサシダがある。
- カニクサ属 Lygodium；葉は長く成長してつる植物になる。熱帯を中心に40種ほど。日本にはカニクサ、イリオモテシャミセンヅルがある。
- アネミア属 Anemia；大きい羽片の羽状複葉の葉を持つが、その最下の羽片が立ち上がって伸び、そこに胞子嚢をつける。南アメリカとアフリカ、マダガスカルに100種ほど、日本にはない。
- モーリア属 Mohria；アネミアに似るが、立ち上がる羽片はない。アフリカとマダガスカルに3種。

## 利害
特に役立つものは多くない。アネミア属のものは観葉植物として園芸的に栽培されることがある。カニクサは日本では蔓としての利用があるが、重要なものではない。むしろ本種と、それにイリオモテシャミセンヅルは北アメリカに帰化し、ひどく繁茂して大きな被害を与えている。